# La Royante
Située sur la commune d'Aubagne en Provence, entre Cassis et Aix-en-Provence, et sur le flanc sud du massif du Garlaban, la bastide de La Royante est typique le l'architecture des XVIIIe et XIXe siècles en Provence. Elle  abrite une chapelle néo-gothique. Mentionné sur d'anciennes cartes comme « le château de l'évêque », le domaine a fait l'objet de recherches historiques pour les journées du patrimoine en 2011, et généalogiques depuis.

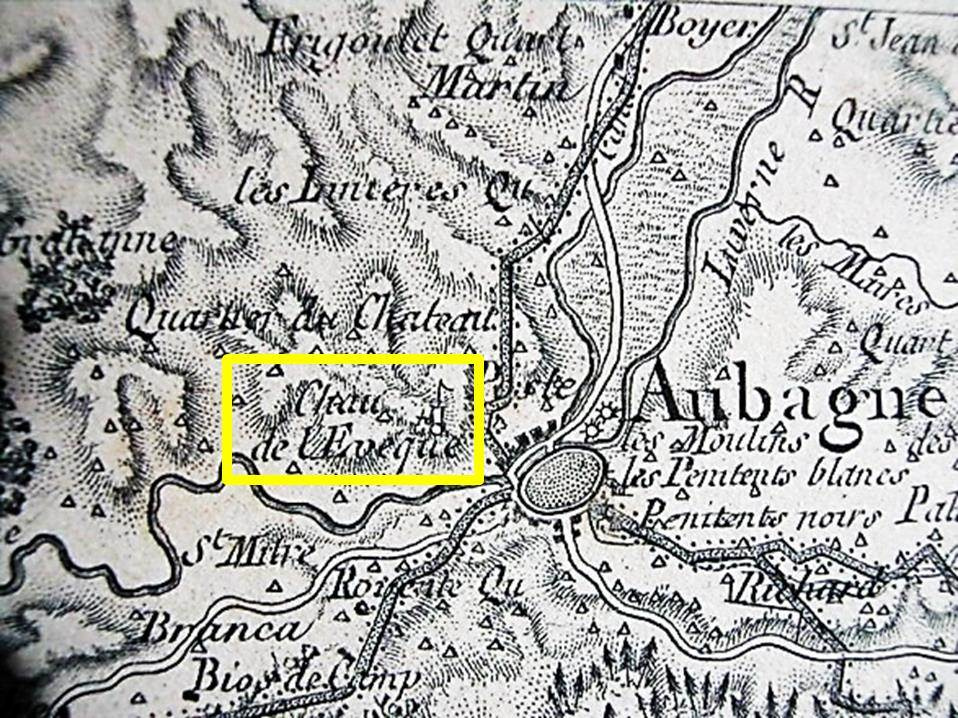
Carte d'Aubagne au XVIIIe siècle avec mention du "château de l'évêque" à l'emplacement de La Royante

## La chapelle néo-gothique[1]
La chapelle Sainte Catherine de La Royante est typique de l’architecture néo-gothique de la seconde moitié du XIXe siècle.

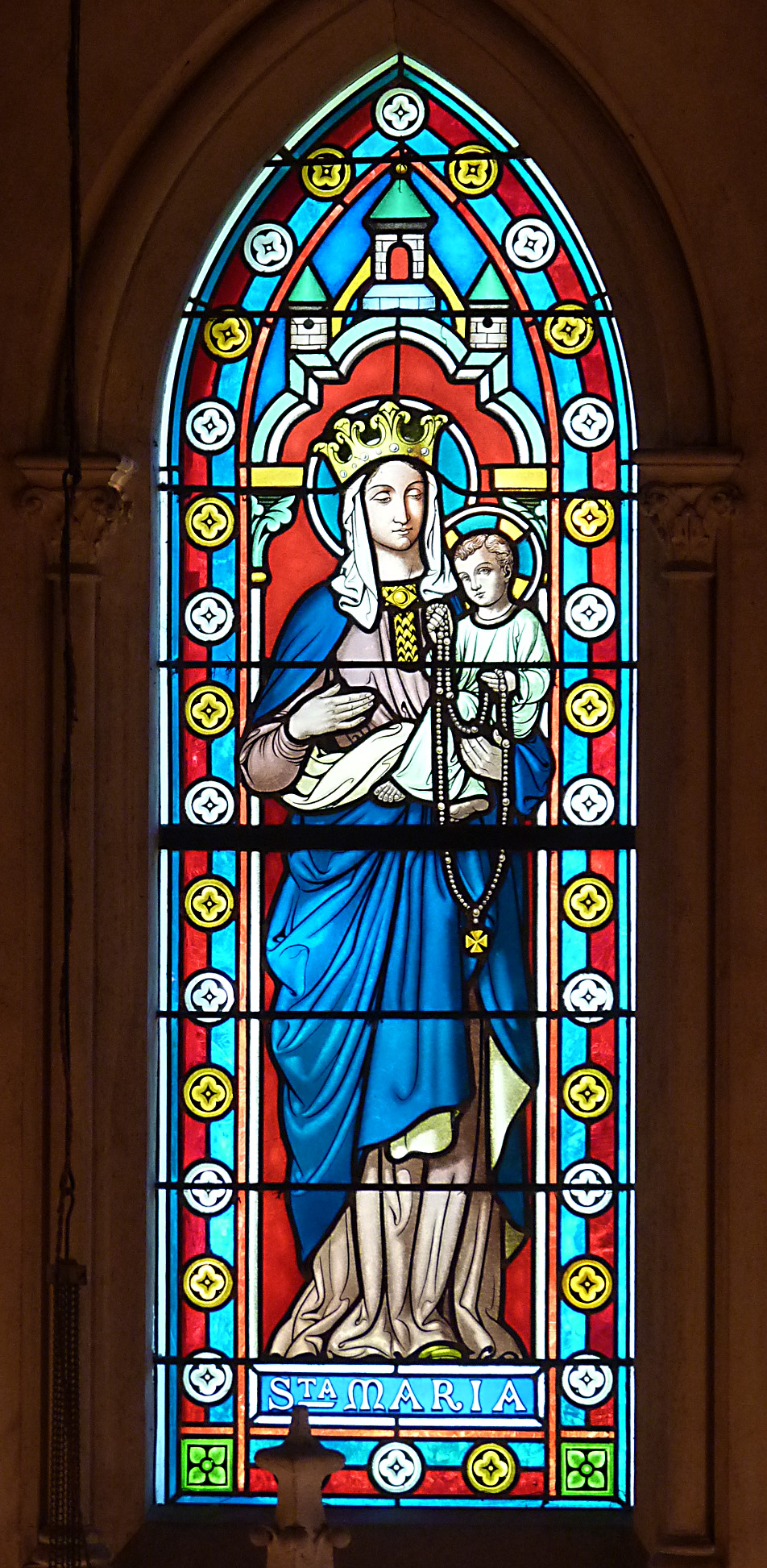
Vitrail de la Vierge à l'enfant

La nef de la chapelle est composée de deux travées couvertes de voûtes d’ogives, appuyées sur des colonnettes engagées à chapiteau corinthien. Chaque travée est ornée de deux statues des évangélistes de part et d’autre. Le chœur se termine par une abside à pans coupés, éclairée par cinq remarquables vitraux représentant saint Thomas, la Vierge et l'enfant, saint Dominique, saint Joseph et saint François.
Le tabernacle de l'autel, surmonté d’un petit dais, est entouré de deux scènes : à gauche, un agneau symbolisant le Christ, se trouve sur un promontoire d’où coule une source, à laquelle deux cerfs – les fidèles – s’abreuvent ; à droite, deux colombes boivent dans la même coupe. Devant l’autel, le sol en ciment coloré, orné de motifs néo-romans, porte l’inscription «Pavete ad sanctuarium meum», c’est-à-dire « Révérez mon sanctuaire ». Juste au-dessus, un dragon ailé se contorsionne à l’intérieur de trois cercles. 
A la tribune, l'orgue à tuyaux est composé de 224 tuyaux en 4 jeux : Récit (56 notes) : Bourdon 8 /Doublette 2 et Grand Orgue (56 notes) : Montre 4 /Cymbale 1. Il dispose de 2 claviers et d’un pédalier de 32 notes. Conçu pour l’étude, l’emploi d’accouplements et de tirasses permet d’explorer tout le répertoire de l’orgue. Il a été réalisé par le facteur Jean Bourgarel en 1970 à Menotey (Jura) et  a été installé en 2015. 

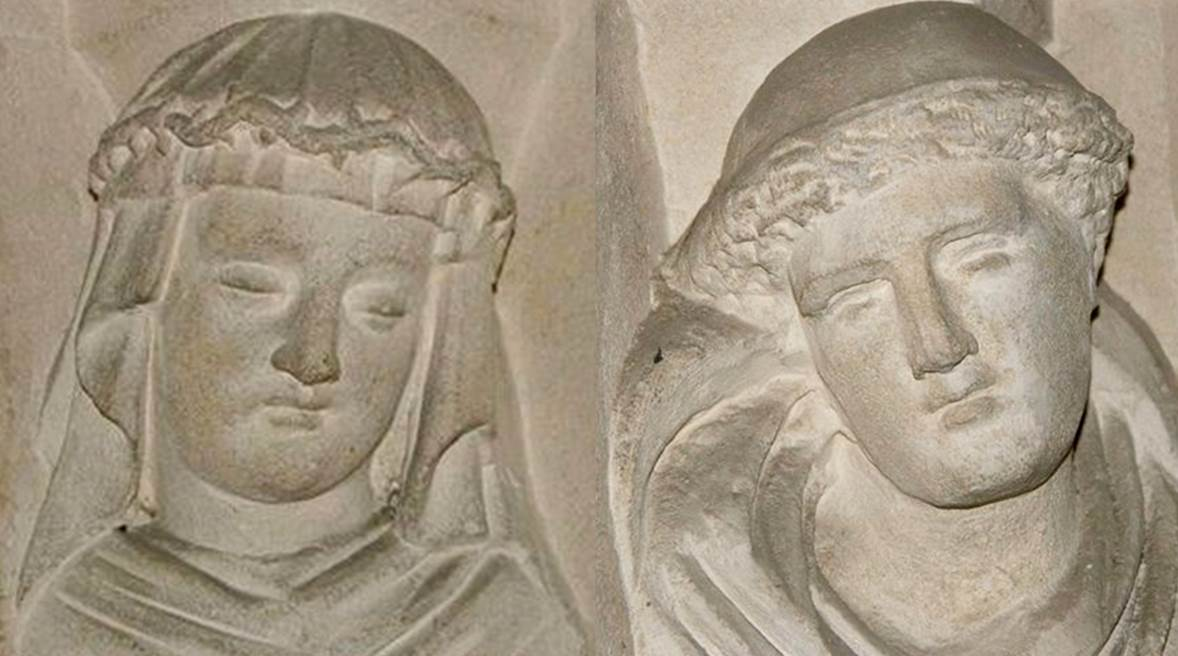
Thomasine et Fortuné Broquier, 1870

Les initiales du couple à l’origine de cette chapelle, Fortuné et Thomasine Broquier, figurent de chaque côté de l’autel, qui à l’instar de donateurs médiévaux, se sont fait représenter en culot d’ogive au-dessus de la tribune. 
Fortuné Joseph Broquier, né le 20 juin 1816 à Marseille, est avocat à Marseille, proche de hauts fonctionnaires de la Couronne,. Il épouse Claire Thomasine del Santo (née le 12 novembre 1823) en mars 1846. Fortuné et Thomasine Broquier sont liés au du Tiers Ordre de Saint Dominique. Les époux Broquier décident d’édifier une chapelle dans leur propriété et de la dédier à sainte Catherine de Sienne, elle-même dominicaine. Les lettres du pape consécutives à l’établissement de la chapelle permettent de dater celle-ci autour de 1870.

## Époque actuelle
Le domaine est actuellement exploité en tant que chambre d'hôtes.